# Сульфат церия(IV)
Сульфат церия (IV) — порошок желтого цвета, безводная соль. Химическая формула — Ce(SO4)2. Существуют гидратированые формы сульфата церия(IV) — Ce(SO4)2·nH2O, где n может быть 4, 8 или 12.

## Свойства
Сульфат церия (IV) умеренно растворим в воде и разбавленных кислотах. В водном растворе церий восстанавливается до Ce3+; раствор соли имеет яркий желтый цвет. Также легко вывести воду из этой соли, достаточно нагреть гидратированное вещество до 180—200 °C. Ион церия (IV) является сильным окислителем, особенно в кислой среде. Если сульфат церия (IV)  добавляется в разбавленную соляную кислоту, то образуется хлор, хотя и медленно. С более сильными восстановителями он реагирует быстрее. Например, с сернистой кислотой он реагирует быстро и полностью. Сульфат церия применяется как катализатор в периодически действующих реакциях (автоколебательные реакции), например в реакции Белоусова-Жаботинского.

## Получение
В результате реакции оксида церия(IV) и серной кислоты образуется сульфат церия(IV) и вода.
{\displaystyle {\mathsf {CeO_{2}+2H_{2}SO_{4}\longrightarrow Ce(SO_{4})_{2}+2H_{2}O}}}

## Применение
Сульфат церия(IV) в лабораторной практике используется в цериметрии. В промышленности сульфат церия(IV) считают перспективным катализатором для сернокислого производства. Он намного ускоряет реакцию окисления сернистого ангидрида в серный.